# Nothippulus
Nothippulus is een geslacht van hooiwagens uit de familie Assamiidae.
De wetenschappelijke naam Nothippulus is voor het eerst geldig gepubliceerd door Roewer in 1923. 

## Soorten
Nothippulus is monotypisch en omvat slechts de volgende soort:
- Nothippulus atroluteus